# Stercobilinogeno
Lo stercobilinogeno (bilinogeno fecale) è un prodotto incolore del catabolismo dell'eme.

## Metabolismo
Lo stercobilinogeno è uno dei prodotti di degradazione dell'eme contenuto nell'emoglobina.
Nell'organismo sano, gli enzimi del corpo riducono l'eme prima a biliverdina e dunque a bilirubina.
Quest'ultima viene raccolta e parzialmente modificata nel fegato, per finire nell'intestino attraverso la bile.
Per opera della flora intestinale, la bilirubina viene ridotta a mesobilirubinogeno, che viene trasformato in stercobilinogeno, che per ossidazione diventa stercobilina.
La maggior parte della stercobilina intestinale viene eliminata attraverso le feci; una parte minore viene riassorbita e trasportata nel fegato attraverso il sangue.
Nel fegato la stercobilina subisce la trasformazione in urobilinogeno e quindi in urobilina, che viene eliminata con l'urina.